# Benella aliena
Benella aliena är en insektsart som beskrevs av George Willis Kirkaldy 1906. Benella aliena ingår i släktet Benella och familjen vedstritar. Inga underarter finns listade i Catalogue of Life.